# Forgotten Legends
Forgotten Legends — дебютний альбом українського блек-метал гурту Drudkh, виданий у 2003 році лейблом «Supernal Music».

## Композиції
| #     | Назва                                              | Тривалість |
| ----- | -------------------------------------------------- | ---------- |
| 1.    | «Досвітні сутінки (False Dawn)»                    | 15:57      |
| 2.    | «Ліси у вогні і золоті (Forests in Fire and Gold)» | 8:55       |
| 3.    | «Вічний оберт колеса (Eternal Turn of the Wheel)»  | 11:44      |
| 4.    | «Запах дощу (Smell of Rain)»                       | 2:46       |
| 39:22 |                                                    |            |